# Парк, Дафна
Да́фна Парк (англ. Daphne Park, 1 сентября 1921 — 24 марта 2010) — британская шпионка, баронесса, несколько лет возглавлявшая резидентуру разведслужбы МИ-6 в Москве. 
В разгар Второй мировой войны в 1943 году она окончила Оксфордский университет, где изучала иностранные языки, со степенью бакалавра. Затем изучала русский язык в Ньюнэм-колледже, в Кембридже. После войны она была направлена в Германию, где и работала в составе полевой разведки, учреждённой западными союзниками. В 1948 году смогла поступить на работу в МИ-6, где быстро поняли, что ей интересна именно оперативная работа, а не офисная.
Дафна изучала русский язык и мечтала работать в СССР. Но сначала в 1952 году её направили работать в Париж, в британской делегации при НАТО, чтобы не вызывать подозрений у советских властей. В 1954 году она приехала в Москву. Официально Парк была вторым секретарём посольства, но в реальности с самого начала она являлась главой резидентуры МИ-6.
Поскольку условия жизни и работы иностранных дипломатов в СССР тогда были жёсткими, Парк посвятила большую часть времени изучению жизни столицы и страны. Она скупала тысячи книг по спискам, которые присылали ей Британский музей, Бодлианская библиотека Оксфорда, военное министерство и центр сбора развединформации. Одним из ключевых заданий разведчицы было добыть расписание поездов советских железных дорог.
Парк покинула Москву в конце 1956 года, чтобы начать по-настоящему «полевую» карьеру. В течение многих лет она работала в разных странах Африки, переживавшей тогда период национально-освободительного движения. Британка познакомилась с борцами за независимость Демократической Республики Конго и Замбии — Патрисом Лумумбой, Жозефом Мобуту и Кеннетом Каундой, которые затем занимали первые посты в своих странах. Они считали Парк союзницей и тем человеком, которому можно доверять. В Африке она не раз попадала в смертельно опасные ситуации и была на волосок от смерти по подозрению в шпионаже, однако все инциденты закончились для неё благополучно. В марте 2010 года в британской прессе появилась информация о том, что Патрис Лумумба был свергнут со своего поста и убит при участии Дафны Парк. Данное заявление озвучил Дэвид Ли — член британского парламента от Лейбористской партии. По его словам незадолго до своей смерти Парк, во время совместного чаепития, на его вопрос о том причастно ли Ми-6 к смерти Лумумбы ответила «Да. Я организовала это» . Подобное заявление вызывало неоднозначную оценку в британском обществе, многие историки и исследователи выразили сомнения в его достоверности. Так, ими отмечалось, что Парк осуществляла разведку и в её полномочия никак не могло входить такое действие, как попытка убийства столь высокопоставленного лица как лидер другого государства, могущее повлечь за собой очень серьезные политические и дипломатические последствия. Также они указывали на то, что после расформирования УСО британское правительство проводило политику отказа от политически мотивированных убийств, к примеру МИ-6 даже не осуществила покушений на лидеров военизированной группировки ИРА. Представители британского правительства назвали заявления Ли "спекулятивными".
Также она успела поработать в социалистических странах Азии — Вьетнаме и Монголии (в 1972 году она была поверенной в делах посольства Великобритании в Улан-Баторе в течение нескольких месяцев), — прежде чем окончательно вернуться в штаб-квартиру МИ-6 в Лондоне, где и ушла в отставку в 1979 году. В течение 30 лет она была сотрудником 6 отдела Управления военной разведки МИ-6, одновременно проходя как дипломатический работник по ведомству британского МИДа. После этого она получила руководящий пост в Сомервиль-колледже, в Оксфордском университете, где занималась вопросами превращения этого изначально женского колледжа в смешанный. Парк также была одним из членов совета попечителей Британской телерадиовещательной корпорации ВВС, а в 1990 году ей был пожалован пожизненный титул баронессы за заслуги перед страной.
Замужем не была, детей не имела.